# Loď Speedwell (1577)

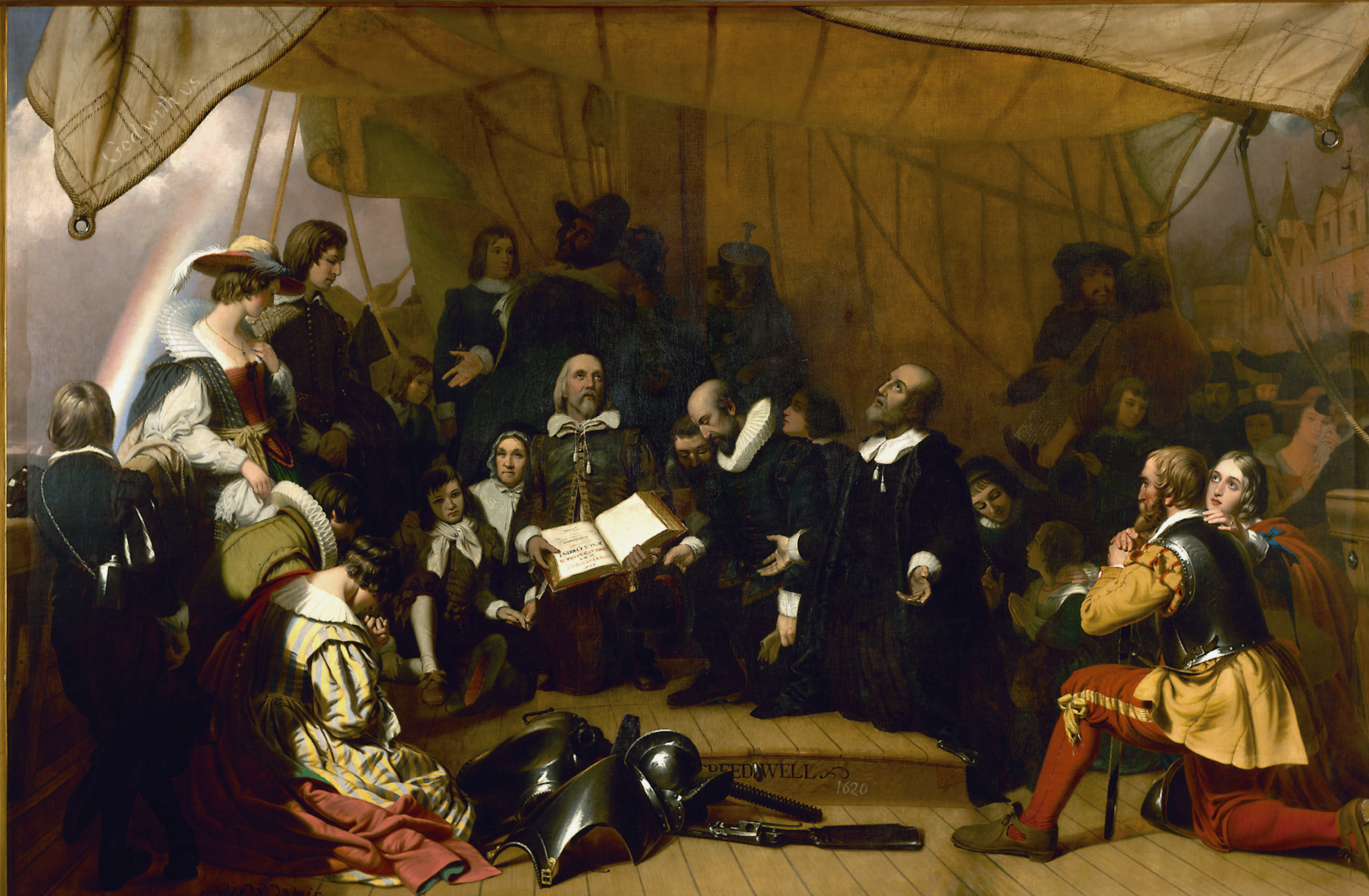
Nalodění poutníků, na obraze je William Brewster s Biblí, pastor John Robinson, John Carver, William Bradford, Miles Standish a jejich rodiny při modlitbě. Ženy a děti naznačují význam rodiny v komunitě. Duha symbolizuje naději a Boží ochranu. Malíř obrazu: Robert Waltr Weir, 1837

Speedwell byla malá loď o výtlaku 60 tun, která byla zakoupena, aby spolu s lodí Mayflower přepravila osadníky z Anglie do kolonie ve Virginii.

## Historie
Loď byla postavena v roce 1577 pod názvem Swiftsure jako součást anglických příprav na válku proti Španělsku. Zúčastnila se boje proti španělské armádě. Během expedice Sira Roberta Devereux, 2. hraběte z Essexu v roce 1596 na Azory sloužila jako velitelská loď Sira Gelliho Meyricka. Po ukončení války se Španělskem byla v roce 1605 vyřazena z provozu a přejmenována na „Speedwell“.

## Příprava na cestu do Severní Ameriky
Náboženští separatisté, především puritáni či jiná náboženská uskupení prchali z Anglie před pronásledováním krále Jakuba I. Stuarta. Rozhodli se pro přesídlení do Ameriky, kde by mohli žít ve svobodném světě. 
Kapitán Blossom pro ně koupil loď Speedwell v Nizozemsku a opustil přístav Delfshaven 22. července 1620. Pod velením kapitána Reynoldse plula loď do anglického Southamptonu. Tam se měla připojit k lodi Mayflower. Ta byla pronajata budoucím osadníkům od obchodních investorů (opět kapitán Blossom). V Southamptonu se ke skupině připojili další cestující. Do Speedwellu už v té době ovšem vnikala voda. Lodě trávily na kotvišti v Southamptonu téměř dva týdny. Během té doby byl Speedwell opravován a cestující museli prodat některé své věci, jídlo a nářadí, aby pokryli náklady a přístavní poplatky.
Obě lodě vypluly 5. srpna 1620, ale Speedwell stále nabíral vodu, a obě lodě se vrátily do Dartmouthu v Devonu kvůli opravám. Při druhém pokusu Mayflower a Speedwell urazily asi 300 námořních mil (560 km; 350 mil) za Land's End v Cornwallu. Protože Speedwell stále nabíral vodu, vrátila se obě plavidla do Dartmouthu. Pasažéři se rozhodli plout do Ameriky na Mayflower. Podle Bradforda byl Speedwell prodán v aukci v Londýně a poté, co byl opraven, provedl řadu úspěšných plaveb pro své nové majitele. Dva z jejích cestujících, kapitán Thomas Blossom a jeho syn, se vrátili do Leidenu.
Před plavbou byl Speedwell přemístěn do Delfshavenu a měl dva stěžně. Nathaniel Philbrick teoretizuje, že posádka použila stěžeň, který byl pro loď příliš velký, a navíc byla loď přetížena, což způsobilo, že trup byl velmi namáhán a vznikaly v něm díry. William Bradford napsal, že zatékání do lodi bylo způsobeno nejen namáháním tělesa trupu lodi, ale za hlavní příčinu považuje chyby posádky. Cestující Robert Cushman napsal do Dartmouthu v srpnu 1620, že zatékání vody do trupu lodi bylo způsobeno uvolněnou deskou o délce asi dvě stopy.
Jedenáct lidí ze Speedwellu nastoupilo na Mayflower, 20 lidí se vrátilo do Londýna (včetně Cushmana), zatímco ostatních asi 102 lidí pokračovalo v plavbě. Mayflower potřetí zamířil do Nového světa. Dne 6. září 1620 opustila Mayflower Plymouth a 11. listopadu dorazila do zátoky Cape Cod Bay. Loď Speedwell nahradila loď Fortune, která dorazila do Plymouth Colony o rok později 9. listopadu 1621. 